# Nupserha insignis
Nupserha insignis là một loài bọ cánh cứng trong họ Cerambycidae.